# Семейная фотография (фильм)
«Семейная фотография» (фр. Photo de famille) — любительский короткометражный фильм Франсуа Озона, который он снял в 1988 году на плёнку «Супер-8» с участием членов своей семьи. Издан на DVD в 2002 году. В фильме намечены мотивы, получившие развитие в дальнейшем творчестве режиссёра.

## Сюжет
Герои «Семейной фотографии» — семья из четырёх человек, родители и дети-подростки. Фильм открывается финальным кадром кинокартины Мориса Пиала «Под солнцем Сатаны» (лицо умирающего священника в исполнении Жерара Депардьё), которую мать, отец и дочь смотрят по телевизору. Далее следует сцена семейного ужина, в которой к ним присоединяется сын. После трапезы он по очереди всех своих родственников убивает: матери подсыпает яд в кофе, сестру закалывает ножницами, отца душит подушкой. Трупы сын рассаживает на диване, сам располагается на их фоне и с очаровательной улыбкой делает с помощью поставленного на таймер фотоаппарата семейный снимок.

## В ролях
- Гийом Озон — сын
- Анн-Мари Озон — мать
- Рене Озон — отец
- Жюли Озон — дочь

## История создания
В конце 1980-х годов Франсуа Озон изучал кино в Университете Париж 1. По совету преподававшего там андеграундного режиссёра Жозефа Мордера Озон активно снимал короткометражные фильмы на киноплёнку «Супер-8». «Семейная фотография» — одна из примерно тридцати любительских работ, созданных им в то время. Фильм был снят в декабре 1988 года в парижской квартире родителей Озона. Помимо них в «Семейной фотографии» появились сестра и брат режиссёра. Сам он остался за кадром. Впоследствии Озон вспоминал, что родители сочли идею фильма «хорошей терапией», чтобы у него не возникло желания убить их по-настоящему. Какие личные обстоятельства стояли за сюжетом, режиссёр не пояснял, с его слов известно лишь, что юность его выдалась «бурной», и он «бунтовал против родителей, был агрессивен и замкнут». В отличие от большинства любительских короткометражек Озона, которые тот не обнародовал, считая слишком личными, «Семейная фотография» стала доступна широкой публике. Она была издана на DVD в 2002 году в качестве дополнительного материала к тематически близкому полнометражному дебюту «Крысятник» (1998).

## Художественные особенности
Несмотря на любительский характер ленты, в «Семейной фотографии» Франсуа Озон продемонстрировал хорошие профессиональные задатки. Начало фильма выполнено в манере невинного домашнего видео, зловещие события предвосхищены быстрой сменой кадров с расслабленными лицами будущих жертв, собравшихся за обеденным столом. В сценах убийств Озон использовал в пародийном ключе такие кинематографические приёмы, свойственные жанрам триллера и хоррора, как игра со светотенью, съёмка с верхней и нижней точек. Финальная сцена с групповым снимком, впрочем, получилась мрачной. По замечанию критика Макса Кавитча, её можно трактовать как «протест режиссёра против повсеместной социальной практики использования фотографии в целях укрепления семьи», в связи с чем Кавитч вспоминает Барта, писавшего в Camera lucida: «Что я мог извлечь из <…> рассмотрения Фотографии как семейного обряда? <…> Она — не что иное, как след, оставленный ритуалом социальной интеграции, предназначенным поднять акции Семьи».
В «Семейной фотографии» угадываются мотивы дальнейшего творчества режиссёра, проявившиеся в снятых на 35 мм профессиональных киноработах: интерес к семейным конфликтам, которые разрешаются агрессией, убийствами, как в картинах «Виктор» (1993), «Крысятник» (1998), «8 женщин» (2002); постановка вопроса о подлинности семейных связей, предпринятая в двух последних названных лентах, а также в «5×2» (2004) и «Времени прощания» (2005). Ещё один характерный момент — использование кадров фильма Мориса Пиала, которые открывают «Семейную фотографию». Позднее синефильские цитаты стали важной чертой режиссёрской манеры Озона. Существенным обстоятельством является и внешнее сходство между Гийомом, сыгравшим сына, и Франсуа Озоном, поскольку первый репрезентует второго на экране. Тем же принципом режиссёр руководствовался, когда подбирал актёров на главные роли в короткометражных фильмах «Роза между нами» (1995) и «Летнее платье» (1996).